# Isabel Ugalde Ruiz de Assín
Isabel Ugalde Ruiz de Assín (27 de julio de 1946 - Málaga, 16 de agosto de 2022) fue una ingeniera agrónoma española. Ejerció como diputada en el Congreso de los Diputados, entre 1986 y 1989.

## Biografía
Isabel realizó sus estudios universitarios en la Escuela Técnica Superior de Ingenieros Agrónomos de Madrid. Su abuelo, también ingenerio agrónomo, había dirigido una estación enológica en Yecla antes de que lo mataran en la Guerra civil española. Su padre era originario de Manzanares el Real (Madrid). Isabel realizó su proyecto de fin de carrera sobre manzanos y albaricoqueros de Murcia.
Tras presentarse a las Elecciones Generales de 1986, salió elegida como diputada por el Grupo Parlamentario Coalición Popular, por la provincia de Huelva.
En el Congreso de los Diputados, ocupó los siguientes puestos: Vocal Suplente de la Diputación Permanente (28/07/1986-21/11/1989); Vocal de la Comisión de Asuntos Exteriores (12/09/1986-24/02/1987); Vocal de la Comisión de Presupuestos (24/02/1987-02/09/1989); Vocal de la Comisión Mixta para las Comunidades Europeas (10/09/1986-02/09/1989);  y Vocal de la Comisión Mixta para la Igualdad de Oportunidades de la Mujer (10/03/1988-02/09/1989).
Estaba casada con Francisco de Asis Porta Saudan. El matrimonio tuvo un hijo Francisco de Asis Porta Ugalde.
Falleció a los 76 años en Málaga.